# شهرك باهنر (الريف الشرقي)
شهرك باهنر (بالفارسية: شهرک شهیدباهنر) هي منطقة سكنية تقع في إيران في قسم الريف الشرقي الريفي. يقدر عدد سكانها بـ 87 نسمة بحسب إحصاء 2016.